# Sarıyer
Sarıyer é um distrito de Istambul, na Turquia, situado na parte europeia da cidade. Conta com uma população de 277 372 habitantes (2008).